# Mauprat (roman)
Pour les articles homonymes, voir Mauprat.
Mauprat est un roman historique publié par la romancière française George Sand en 1837. L'histoire se déroule pour la majeure partie dans le Berry à l'aube de la Révolution française au XVIIIe siècle. Il relate l'histoire d'un jeune garçon issu d'une famille de seigneurs cruels, les Mauprat, qui échappe peu à peu à son lourd héritage familial grâce à l'amour qu'il éprouve pour sa cousine, nettement plus civilisée que lui. L'œuvre recèle plusieurs aspects : si Mauprat est avant tout un roman d'amour et une histoire de famille, c'est aussi un roman d'éducation, une fable philosophique et un manifeste féminin.

## Résumé
Le roman commence par un récit-cadre dans lequel le narrateur rencontre le vieux Bernard Mauprat, qui lui raconte l'histoire de sa vie, en se concentrant sur sa rencontre et sa relation avec Edmée Mauprat. Bernard prend donc rapidement la parole et c'est son récit qui forme l'intrigue principale. Le récit de Bernard commence dans la France prérévolutionnaire du milieu du XVIIIe siècle. La famille des Mauprat, petits seigneurs résidents du Berry, est scindée en deux branches : l'aînée, dite « coupe-jarrets », et la cadette, dite « casse-têtes ». Si la première, composée de Tristan de Mauprat, de ses huit fils et de son petit-fils Bernard, s'adonne à des actes de tyrannie, de brigandage, de cruauté et de dévergondage au sein du château de la Roche-Mauprat, la seconde, qui ne compte plus que deux membres (Hubert de Mauprat, frère de Tristan, et sa fille Solange-Edmonde, dite « Edmée »), s'évertue à faire preuve de probité, de sagesse et de bonté.
Encore enfant, Bernard est arraché à sa famille et emmené de force par le vieux Tristan de Mauprat, qui l'élève dans les mêmes habitudes cruelles que ses fils au château de la Roche-Mauprat. Le seul homme qui ose braver les Mauprat est un nommé Patience, un philosophe autodidacte qui passe pour sorcier et vit dans une ruine, la tour Gazeau. Un jour, Bernard tue la chouette apprivoisée de Patience par pure cruauté et ce dernier lui inflige une punition, ce qui suscite la peur et la haine chez Bernard, mais contribue à éveiller son sentiment inné de la justice. Deux autres personnalités de la région sont l'abbé, ami de Patience et d'Edmée, et Marcasse, le chasseur de fouines, particulièrement peu loquace.

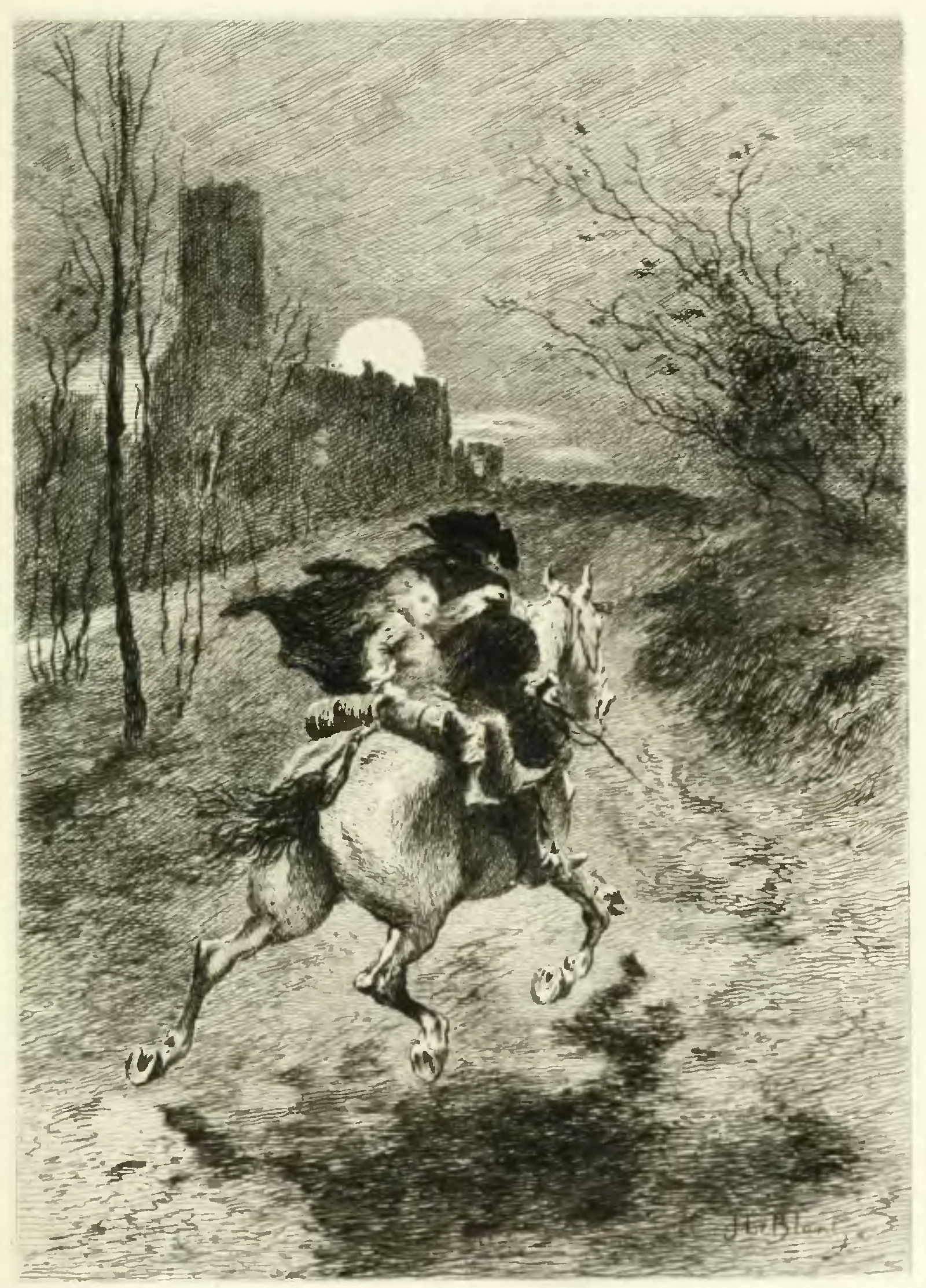
Bernard Mauprat, encore enfant, est emmené à la Roche-Mauprat. Illustration de Le Blant pour une réédition du livre en 1886.

Un jour, Edmée est capturée par les Mauprat coupe-jarrets un soir où ceux-ci et Bernard sont ivres. Les autres Mauprat laissent seuls Bernard et Edmée afin de faire face à une attaque de la maréchaussée qui réclame les impôts. Bernard est persuadé qu'Edmée n'est qu'une prostituée et il veut la soumettre à ses avances pour faire cesser les moqueries de ses frères à propos de son pucelage. Cependant Edmée parvient à impressionner Bernard, qui tombe sous son charme. Il la fait échapper de la Roche-Mauprat après lui avoir extorqué la promesse qu'il sera le premier homme avec lequel elle couchera. Edmée et Bernard se réfugient dans la tour Gazeau. Dans l'intervalle, la Roche-Mauprat tombe et les autres Mauprat sont tués ou mis en fuite. Deux autres Mauprat viennent à leur tour se réfugier à la tour Gazeau, mais ils succombent à leurs blessures. Edmée et Patience se portent garants de l'honnêteté de Bernard et l'emmènent chez le père d'Edmée, le chevalier Hubert de Mauprat, au château de Sainte-Sévère. 
Dès lors, Bernard vit à Sainte-Sévère où il est surpris par l'accueil bienveillant et les soins que lui réservent le chevalier et ses serviteurs. D'abord peu enclin à changer de manières ou à se laisser instruire, Bernard cherche à parler en tête à tête à Edmée à toute occasion, mais en vain. Il se rend bientôt compte qu'Edmée a un prétendant déclaré, le chevalier de la Marche. Edmée conserve une attitude ambiguë sans laisser deviner ses sentiments. Patience ne fait pas confiance à M. de la Marche et encourage Bernard à persévérer. Persuadé qu'Edmée est amoureuse de lui, Bernard déchante lorsqu'il surprend une conversation entre Edmée et l'abbé où elle avoue la peur et la répulsion que Bernard lui inspire, tout en se disant peu sensible aux charmes de M. de la Marche. Edmée est résolue à tenir son engagement envers Bernard mais refuse de le faire tant qu'il ne sera pas digne d'elle. Elle est déterminée à résister à toute violence, couteau en main s'il le faut (elle aussi est une Mauprat), et elle se dit prête à se tuer ou à entrer au couvent si nécessaire. Bouleversé par la conversation qu'il a surprise, Bernard vient supplier Edmée de ne plus avoir peur de lui et consent à se laisser éduquer correctement. Il veut devenir digne de l'amour d'Edmée. Le chemin s'avère bien plus long qu'il ne le croit : cela va lui prendre des années. 
Avec l'instruction, Bernard devient raisonneur et imbu de lui-même. Pour le corriger, Hubert de Mauprat, Edmée et l'abbé emmènent Bernard à Paris où Edmée fait sensation dans les salons tandis que Bernard est souvent ridicule. Il noue cependant des relations avec les penseurs des Lumières et des personnalités politiques importantes, comme le chevalier de La Fayette. Guéri des tentations du monde, Bernard et sa nouvelle famille rentrent à Sainte-Sévère. Un jour le chevalier de la Marche demande Edmée en mariage et Bernard surprend la lettre. Il se dispute avec Edmée et désespère de gagner son amour un jour. Il s'engage alors dans l'armée américaine et part lutter dans la guerre d'indépendance des États-Unis qui a éclaté peu de temps auparavant. Il reçoit des lettres d'encouragement d'Hubert et de l'abbé, ainsi qu'un billet d'Edmée qui lui assure qu'à son retour il la retrouvera ni mariée ni religieuse. En Amérique, Bernard se distingue comme soldat et devient officier. Il se lie d'amitié avec un Américain, Arthur, à qui il confie son histoire et dont il recueille les conseils. Tous deux rencontrent Marcasse, qui leur apprend que le chevalier de la Marche est aussi venu en Amérique prendre part à la guerre. 

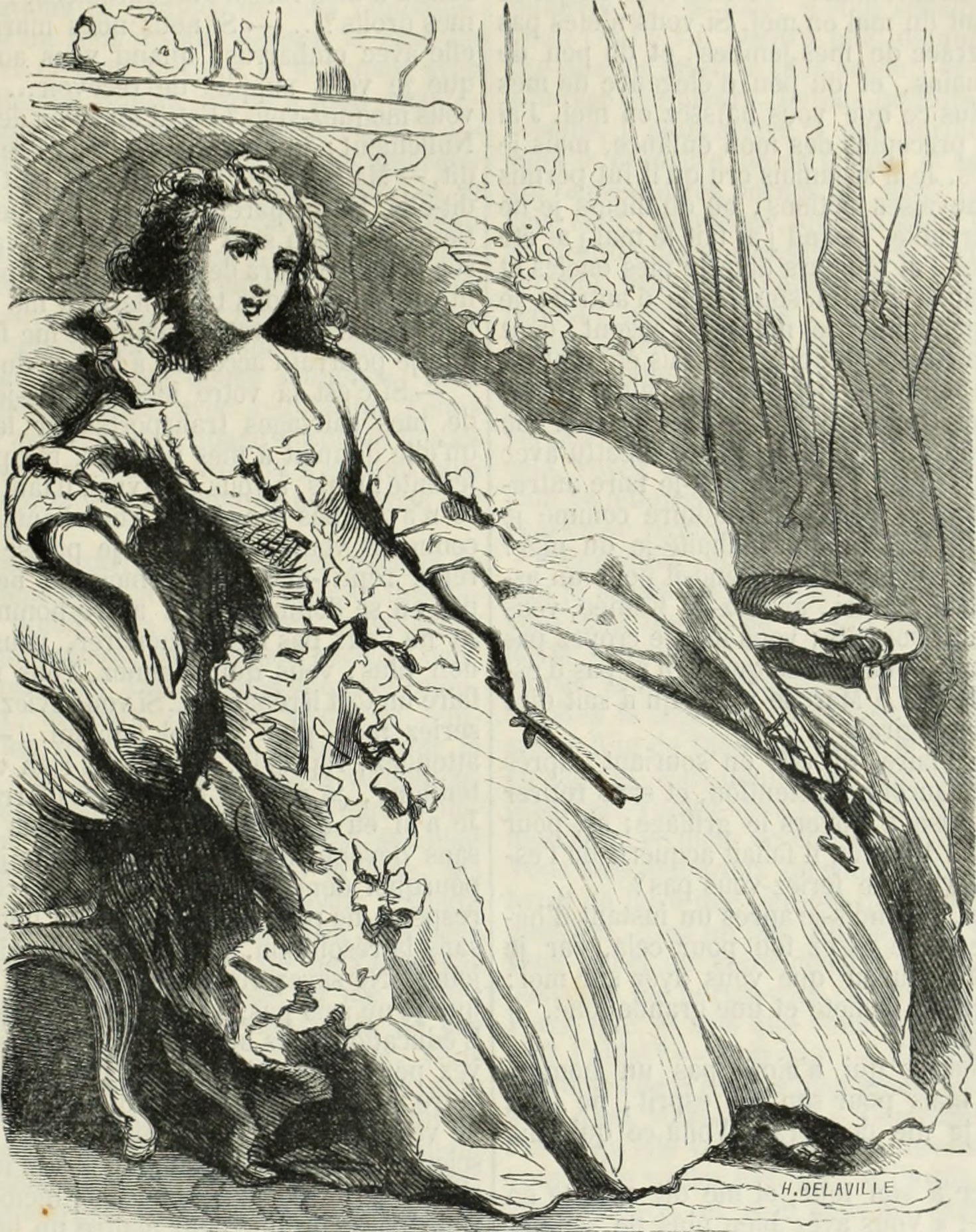
Edmée de Mauprat. Illustration de Delaville pour une réédition dans les Œuvres illustrées de George Sand en 1852.

Une fois l'indépendance proclamée, Bernard et Marcasse rentrent à Sainte-Sévère après six ans d'absence. Ils retrouvent leurs amis avec émotions. Patience, qui a voulu aider Edmée à faire du bien autour d'elle, n'est plus solitaire et s'occupe d'aider les pauvres. Bernard est inquiet, car il n'a pas eu de nouvelles précises des événements familiaux depuis son départ. Mais Edmée est restée célibataire : elle a renvoyé le chevalier de la Marche, et cela, ajouté à des rumeurs infamantes sur son bref séjour à la Roche-Mauprat, a détourné les autres prétendants potentiels. Hubert de Mauprat est désormais un vieillard. Il enjoint à Bernard d'aller prendre possession de la Roche-Mauprat, qu'il a fait refaire et mettre en valeur pour lui. Bernard s'y rend à contrecœur, accompagné de Marcasse. Lors de sa première nuit dans l'ancienne chambre de Tristan de Mauprat, il croit voir le spectre de Jean Mauprat. Le lendemain, il rapporte sa vision à Marcasse, selon qui Jean Mauprat pourrait être encore vivant. Les recherches ne donnent rien et Bernard préfère croire que Jean, s'il est vivant, s'est enfui pour de bon, mais Marcasse poursuit son enquête.
Jean de Mauprat fait finalement surface, devenu moine trappiste et affichant, en apparence, un sincère repentir. Ses véritables motivations ne tardent pas à apparaître : il menace de se dénoncer publiquement aux autorités, prétextant son repentir, afin que le nom de Mauprat soit déshonoré ; à moins que Bernard ne lui cède la moitié de la fortune qui lui revient (pour, soi-disant, fonder un monastère). Il est soutenu par le clergé local, dont le supérieur est un intrigant, plein de rancœur contre les Mauprat de Sainte-Sévère dont la probité religieuse ne souffre pas les dérives ambitieuses et conservatrices du catholicisme. 
Edmée demeure réservée avec Bernard, qui recommence à se désespérer. Il finit par lui écrire une lettre passionnée dont certains passages contiennent des propos excessifs (il dit parfois qu'il rêve de la tuer pour ne plus souffrir autant). Quelque temps après, toute la maisonnée de Sainte-Sévère prend part à une chasse. Bernard chevauche en compagnie d'Edmée. Fou d'amour, il la détourne du reste du cortège afin de pouvoir lui parler en privé. Ils se disputent. Bernard s'éloigne, contrit, et Edmée s'apprête à remonter à cheval lorsqu'elle est atteinte par un coup de feu en pleine poitrine. Patience survient et accuse Bernard d'avoir tué Edmée. Ce dernier tombe dans un délire fiévreux. Lorsqu'il revient à lui, il est accusé du meurtre de mademoiselle de Mauprat, qui est à l'agonie. Tous les indices convergent contre lui et plus personne ne croit à son innocence. Il persiste à nier les faits mais est trop hébété par la mort annoncée d'Edmée pour tenter sérieusement de se disculper. Le procès a lieu. Tous les témoins sont à charge, en particulier une servante de la maisonnée qui a visiblement été soudoyée. La défense peine à fragiliser l'accusation et l'avocat de Bernard est accablé quand l'accusation produit la lettre passionnée de Bernard, qui a été retrouvée dans une poche des vêtements d'Edmée, en partie brûlée par le coup de feu : comble de malchance, il n'en reste que les passages les plus ambigus où Bernard parle de tuer Edmée. Seul l'abbé refuse de témoigner contre Bernard et accepte calmement de se laisser emprisonner pour refus de témoigner. La foule attend avidement la sentence. Le verdict tombe : Bernard est condamné à mort. Mais à ce moment, le philosophe Patience, qui était resté introuvable, survient et accuse toute l'affaire d'avoir été menée précipitamment : il réclame un second procès et une révision de la peine à l'issue de son témoignage. Arthur, qui se trouvait à Paris lors du début du procès et qui a rejoint le Berry pour soutenir Bernard, va naviguer entre Sainte-Sévère et la capitale pour prodiguer ses soins à Edmée et obtenir des délais à Bernard, le tout avec succès. Lors du second procès, Patience raconte que, tout en esquivant les soldats lancés à ses recherches, et ne pouvant croire Bernard coupable malgré les apparences, il a mené sa propre enquête avec l'aide de Marcasse. Il a rassemblé assez d'éléments pour fragiliser considérablement l'accusation. Antoine de Mauprat, l'un des frères de Jean, a lui aussi survécu et se fait aussi passer pour moine. Par un malheureux hasard, il se trouvait en forêt lorsque Bernard et Edmée s'y étaient égarés, et a pu bénéficier de ce moment opportun pour tirer sur Edmée et faire accuser Bernard, éliminant ainsi tous les héritiers d'Hubert de Mauprat, au profit des derniers Mauprat "coupe-jarrets". L'accusation s'acharne et cherche à soutirer à Edmée des informations sur ses sentiments intimes envers Bernard. La jeune Mauprat répond en disant son mépris envers ces demandes indiscrètes, puis jette à la face du tribunal : « Je l'aime ! » Bernard est finalement disculpé. L'enquête reprend et, grâce à Marcasse, Antoine de Mauprat est débusqué, arrêté et condamné à mort. Jean de Mauprat, suspect mais dont la culpabilité est impossible à établir, est renvoyé du Berry pour être cloîtré à vie dans son monastère, où il meurt quelques années plus tard. 
Le récit du vieux Bernard Mauprat touche à sa fin. Bernard a épousé Edmée et ils ont vécu heureux jusqu'à la mort d'Edmée. Edmée est restée la seule femme que Bernard ait aimée. Bernard termine son récit en recommandant à son auditoire de ne pas trop croire à la fatalité ou aux prédestinations familiales au crime, qui sont une croyance répandue à l'époque du récit à cause de la mode de la phrénologie. Pressé par son public de s'étendre davantage, il fournit quelques conseils sur l'éducation, sa difficulté et son importance, avant de terminer par un réquisitoire contre la peine de mort.

## Histoire éditoriale
Mauprat paraît à Paris chez Bonnaire en 1837, en deux volumes. Les éditions postérieures regroupent généralement le texte en un volume.
Le manuscrit de Mauprat fait partie des quelques manuscrits de George Sand conservés. Il fait partie du fonds George Sand conservé à Chantilly.

## Accueil critique
Vers 1840-1842, Mauprat est considéré comme une lecture pernicieuse par l'Église catholique et mis à l'Index.